# Field (British Columbia)
Field ist eine Ansiedlung im südöstlichen British Columbia, Kanada. Die Siedlung liegt etwa 27 Kilometer westlich von Lake Louise, Alberta. Field gehört zum Columbia-Shuswap Regional District und ist die letzte Ansiedlung in British Columbia, bevor der Trans-Canada Highway (hier auch British Columbia Highway 1) die Grenze nach Alberta überquert. Rund 58 Kilometer westlich von Field liegt Golden.
Über eine kommunale Selbstverwaltung verfügt die Ansiedlung nicht, da sie nur den Status einer Gemeinde (Community) hat.
Die Siedlung gilt als der Eingang zum Yoho-Nationalpark (obwohl er relativ Zentral im Park liegt) und hier befindet sich auch das Besucherzentrum des Parks.

## Lage
Die Siedlung liegt nicht unmittelbar am Kicking Horse River, welcher hier in Ost-West-Richtung verläuft, da sie von diesem durch eine Bahnstrecke der Canadian Pacific Railway (CPR) getrennt wird. Jenseits des Flusses findet sich dann auch der Trans-Canada Highway.
Die Siedlung liegt in Kicking Horse River Valley. Nördlich und südlich steigen die Berge steil an und erreichen Höhen zwischen 2600 m und 3100 m. Nördlich liegen unter anderem der Mount Field und der Mount Burgess, während sich im Süden u. a. der Mount Stephen befindet.

## Geschichte
Ursprünglich wurde das Gebiet von den First Nation besiedelt. In der Gegend um das heutige Fields lebten und leben Gruppen vom Volk der Secwepemc.

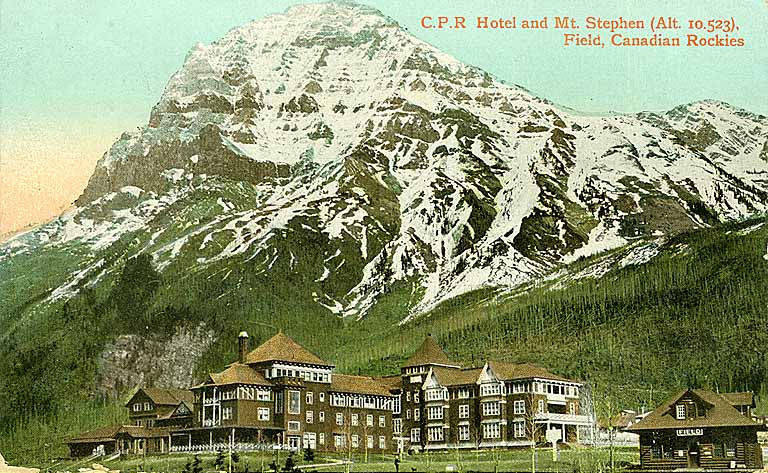
Das Mount Stephen House

Seine Entstehung als Ansiedlung europäischer Einwanderer verdankt er seiner Lage am Fuße des Kicking Horse Pass. Dieser Pass ist der Übergang, welchen die Canadian Pacific Railway für ihre Überquerung der Rocky Mountains auswählte. Hier entstand ab 1880 ein Eisenbahndepot, in welchem zusätzliche Dampfloks für den Anstieg über den sogenannten Big Hill und die anschließenden Spiral Tunnel stationiert waren. 1886 errichtete die CPR hier ein Hotel, das Mount Stephen House. 1889 erhielt die Ansiedlung ein Postamt.
Seinen Namen hat die Siedlung nach dem US-amerikanischen Geschäftsmann Cyrus West Field.

## Demographie
Der Zensus im Jahr 2016 ergab für die Gemeinde eine Bevölkerungszahl von 230 Einwohnern, nachdem der Zensus im Jahr 2011 für die Gemeinde noch eine Bevölkerungszahl von 169 Einwohnern ergab. Die Bevölkerung hat dabei im Vergleich zum letzten Zensus im Jahr 2011 um 36,1 % zugenommen und liegt damit über dem Provinzdurchschnitt mit einer Bevölkerungszunahme von 5,6 %. Im Zensuszeitraum 2006 bis 2011 hatte die Einwohnerzahl in der Gemeinde noch um 54,3 % abgenommen, während sie im Provinzdurchschnitt um 7,0 % zunahm.
Mit einem Durchschnittsalter von 45,7 Jahren ist die Bevölkerung hier deutlich älter als in der restlichen Provinz, mit einem Durchschnittsalter von 42,3 Jahren. Beim Zensus 2011 wurde durch Statistics Canada noch das Medianalter ermittelt. Mit 36,5 Jahren war die Bevölkerung in Field damals deutlich jünger als in der restlichen Provinz, mit dort durchschnittlich 41,9 Jahren.

## Bildung
Field gehört zu School District #6 - Rocky Mountain School District. In der Ansiedlung findet sich keine Schule. Die Schüler müssen daher zu den Schulen nach Golden pendeln.

## Tourismus
Field ist Ausgangspunkt für Touren in den Yoho-Nationalpark. Es ist Ausgangspunkt für Besuche
- des Takakkaw Falls (dem zweithöchsten Wasserfall Kanadas),
- des Twin Falls (dem dritthöchsten Wasserfall der Provinz),
- des Wapta Falls,

sowie zum
- Emerald Lake (dem größten See im Park),
- dem Twin Falls Tee House (einem Teehaus und Aussichtspunkt von 1908) oder
- dem Burgess shale (einer weltweit bedeutenden Fossillagerstätte).